# Климнюк, Сергей Васильевич
Серге́й Васи́льевич Климню́к (14 января 1976) — украинский гребец-каноист, выступал за сборную Украины в конце 1990-х — середине 2000-х годов. Участник летних Олимпийских игр в Сиднее, бронзовый призёр чемпионата мира, дважды бронзовый призёр чемпионатов Европы, победитель многих регат национального и международного значения. Мастер спорта международного класса.

## Биография
Сергей Климнюк родился 14 января 1976 года.
Первого серьёзного успеха на взрослом международном уровне добился в 2000 году, когда попал в основной состав украинской национальной сборной и побывал на чемпионате Европы в польской Познани, откуда привёз награду бронзового достоинства, выигранную в программе четырёхместных экипажей на дистанции 200 метров. Благодаря череде удачных выступлений удостоился права защищать честь страны на летних Олимпийских играх в Сиднее — вместе с напарником Дмитрием Саблиным сумел дойти до финала в двойках на дистанции 500 метров, но в решающем заезде показал лишь восьмой результат.
После сиднейской Олимпиады Климнюк остался в основном составе гребной команды Украины и продолжил принимать участие в крупнейших международных регатах. Так, в 2003 году он выступил на чемпионате мира в американском Гейнсвилле, где стал бронзовым призёром в двойках на двухстах метрах. Последний раз показал сколько-нибудь значимый результат в сезоне 2006 года на европейском первенстве в чешском Рачице, когда стал бронзовым призёром в двухсотметровой гонке двухместных экипажей. Вскоре по окончании этих соревнований принял решение завершить карьеру профессионального спортсмена, уступив место в сборной молодым украинским гребцам.
За выдающиеся спортивные достижения удостоен почётного звания «Мастер спорта Украины международного класса».